# Nicolaiturm (Bautzen)
Der Nicolaiturm, sorbisch Mikławšowa wěžaⓘ, ist ein Torturm und Teil der nördlichen Stadtbefestigung der Stadt Bautzen. Er liegt direkt am Nicolaifriedhof mit seiner Nicolaikirchenruine.

## Geschichte
Der Name des Turmes leitet sich vom Heiligen Nikolaus ab, der sich nach der Überführung seiner Gebeine nach Bari in Italien 1087 besonders im 12. und 13. Jahrhundert in Europa großer Beliebtheit erfreute. Seine Taten waren vor allem beim einfachen Volk in aller Munde. Der Name „Nicolai“ wurde vermutlich später von der Nicolaikirche in Bautzen auf den nahegelegenen Turm übertragen.
Die Entstehungszeit eines Tores bzw. Torturmes an dieser Stelle ist aufgrund des Fehlens von Quellen unbekannt. Sicher ist nur, dass am vermutlich schon lange Zeit bestehender Nicolaiturm 1522 das hölzerne Oberteil durch einen steinernen Rundturm ersetzt wurde. 1614 brannte der Turm durch Blitzschlag aus und wurde 1678 mit einer Welschen Haube erneuert. Im Siebenjährigen Krieg wurde das gesamte Tor bis auf eine kleine Pforte zugemauert. Durch Kriegseinwirkung brannte die Haube aus und erhielt 1775 ihre heutige Kegelform. Erst um 1800 wurde das zugemauerte Tor wieder geöffnet.

## Sonstiges

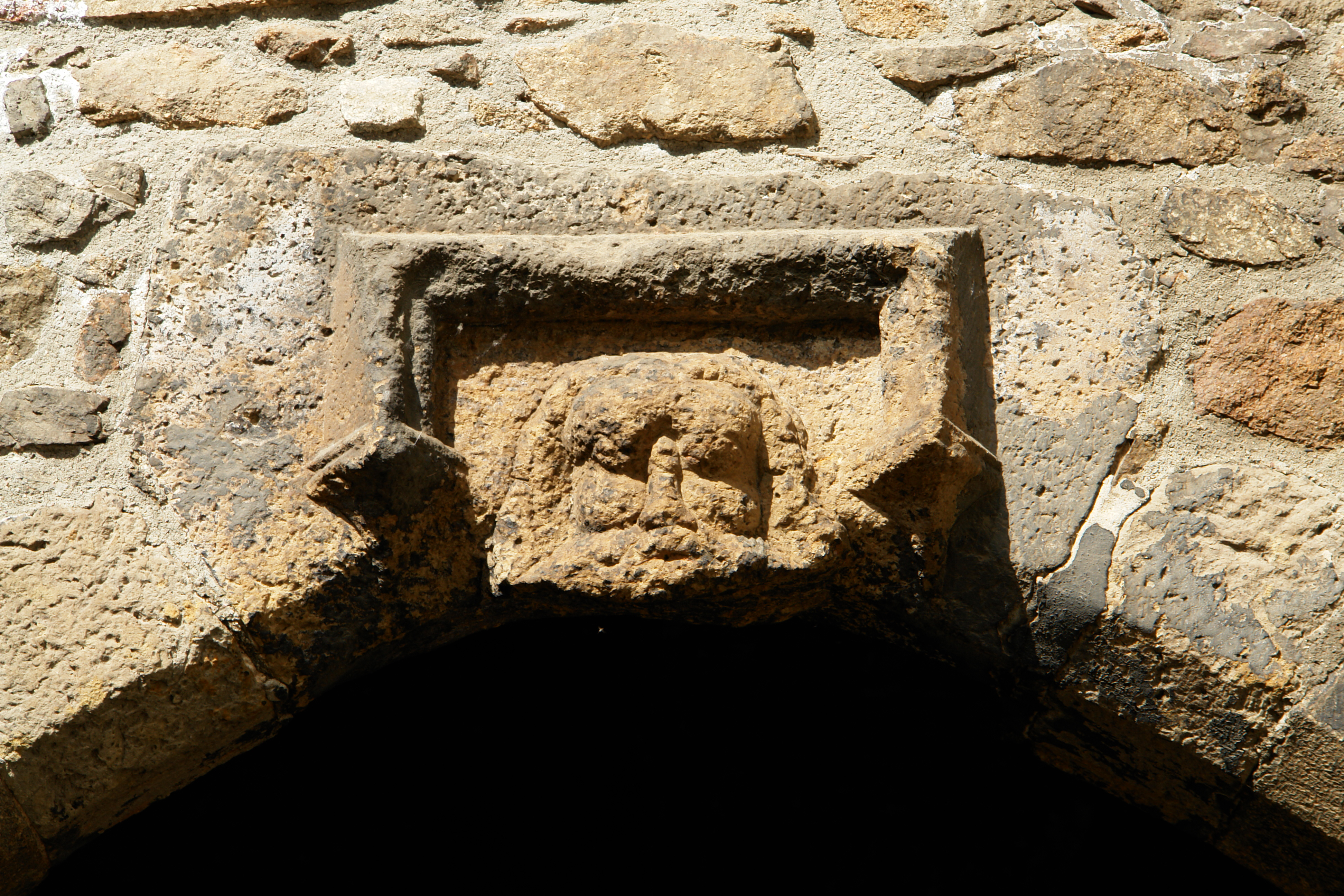
Schlussstein am Torbogen

Die Nicolaipforte ist der einzige noch völlig in seiner ursprünglichen Gestalt erhaltene Stadtzugang. Das Nicolaitor weist noch seine ursprüngliche spitzbogige Form auf. Im oberen Teil des Turmes, auf der Stadt zugewandten Seite befindet sich ein mittelalterliches Stadtwappen aus Sandstein. Bemerkenswert ist außerdem der Schlussstein des Torbogens auf der Stadtseite. Dieser soll den Kopf des Stadtschreibers Peter Pr(e)ischwitz darstellen, der späteren Berichten zufolge versuchte, im Oktober 1429 bei der Belagerung der Stadt den Hussiten die Stadttore zu öffnen. Aus diesen Quellen geht hervor, dass er auf äußerst gewaltsame Weise zu Tode gebracht wurde. Sein Kopf soll eine sehr lange Zeit am Nicolaitor angebracht gewesen sein.